# Eduard Köllner

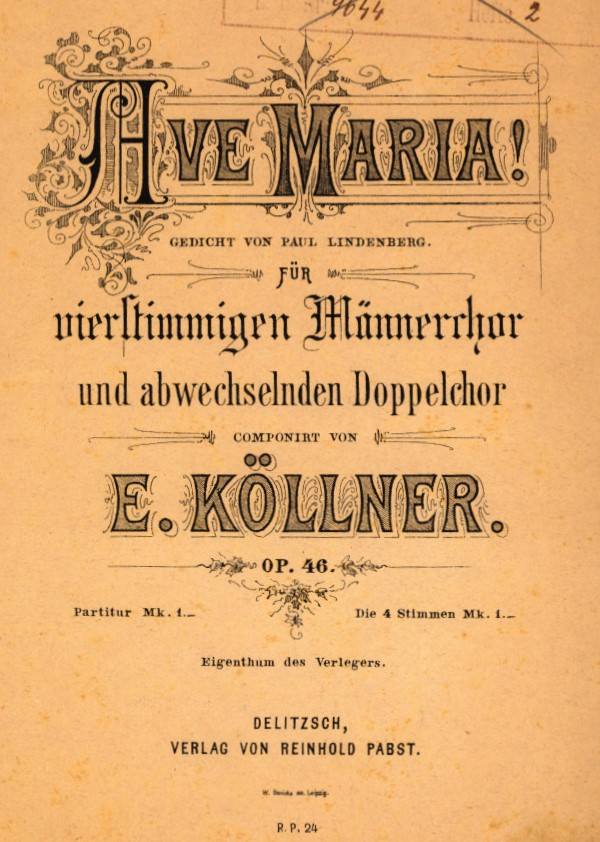
Libretto-Titelseite zum Ave Maria, Op. 46 von 1877 von Eduard Köllner

Eduard Köllner (* 15. Juli 1839 in Dobrilugk; † 8. November 1891 in Guben) war ein deutscher Komponist. Er wurde bekannt für seine Kompositionen für männliche Stimmen.

## Leben und Ausbildung
Köllner wurde in der niederlausitzer Stadt Dobrilugk in der Grimmerstraße geboren.
Seine Ausbildung als Komponist erhielt er von Flodoard Geyer (* 1. März 1811 in Berlin; † 30. April 1872 ebenda), Eduard Grell, Albert Löschhorn und Johann Gottlob Schneider junior. Er lebte in Guben als Kantor der Stadt- und Hauptkirche und als Gesangslehrer am Gymnasium. In dieser Zeit war er Bundesdirigent des Niederlausitzer Sängerbundes.

## Bekannte Werke
Köllner veröffentlichte eine Vielzahl einstimmige Lieder für Männerchöre. Es sind über 200 Werke bekannt, welche vom Erstveröffentlichungsdatum 1862 bis 1896 reichen. Nachfolgend eine Auswahl von Werken:
- Op. 1. Mazourka brillante. Berlin, Weinholtz 1 1862.
- Festhymne zur 100 jährigen Jubelfeier der Unabhängigkeitserklärung der Vereinigten Staaten Nordamerikas (mit Preisauszeichnung).
- Op. 46. Ave Maria. Gedicht von Paul Lindenberg für vierstimmigen Männerchor und abwechselnden Doppelchor 1877.
- Op. 117. Pharao. Ballade für einstimmigen Männerchor und Orchester. Leipzig, Siegel. 1889.
- Op. 149. Hohenzollernlied: Deutsche Brüder, deutsche Klänge. Vierstimmiger Männerchor mit Blechbläsern. Leipzig, Rob. Forberg. 1893.
- Felix Mendelssohn Bartholdy: Adagio religioso aus der Orgel-Sonate Op. 65 No. 1 f. Streichquintett (od. Streichorch.) bearb. v. E. Köllner. Potschappel, Bellmann & Thümer. 1893.